# Pokémon Tretta
Pokémon Tretta (ポケモントレッタ?) è un videogioco arcade della serie di videogiochi Pokémon. Sviluppato da Tomy, sostituisce il predecessore Pokémon Battrio, mantenendo alcune caratteristiche del titolo e aggiungendo nuovi elementi al gameplay.
Nel 2013 è stato commercializzata una periferica per Nintendo 3DS denominata Pokémon Tretta Lab (ポケモントレッタラボ?) e un software, in seguito rimosso dal Nintendo eShop, dal titolo Pokémon Tretta Lab Main System (ポケモントレッタラボメインシステム?).